# Henning Mankell
Henning Mankell (Stockholm, 3. veljače 1948. – Göteborg, 5. studenog 2015.), je bio švedski književnik i kazališni redatelj. Poznat je po svojim krimi romanima s glavnim junakom kommesarom Kurtom Wallanderom, kao i po knjigama za djecu, te svom političkom angažmanu, posebno u Africi. Prodao je preko 40 milijuna knjiga diljem svijeta.

## Životopis
Henning Mankell rođen je 1948. godine u Stockholmu kao sin Ivara Henningssona Mankella i Ingrid Birgitte Mankell (rođ. Bergström). Njegov djed Henning Mankell bio je poznati švedski skladatelj. Mankellovi roditelji se razvode, kada je Henning bio godinu dana star, a nakon toga živi s ocem i starijom sestrom u Svegu u Härjedalenu, gdje je njegov otac radio kao sudac, a zatim u Boråsu u Väster Götalandu.  Njegova je majka počinila samoubojstvo kad je Henningu bilo dvadeset godina.
Još kao dječak Mankell je želio postati pisac, bio zainteresiran za kazalište, te se u Skari upisuje na studij glume. Svoju prvu dramu Henning režira 1966. godine, kao pomoćnik redatelja u kazalištu Riks u Stockholmu. S ciljem socijalnog razgolićavanja društva, napisao je i režirao kao dvadesetogodišnjak kazališne komade u kolaž-obliku. Od 1968. radio je kao kazališni redatelj i pisac. Nakon što je upoznao svoju prvu ženu, koja je bila Norvežanka, seli u Norvešku, gdje je tada uglavnom radio i živio. Ovdje je počeo u ranim 1970-im pisati prozu. Godine 1972. odlučio se za putovanje u Afriku, koje se pokazalo presudno za njegov kasniji život. Godine 1973. je objavio svoj prvi roman Bergsprängaren, (1977.) Sandmålaren, te 1979. godine Fångvårdskolonin som försvann. Sve ove knjige su napisane s jakom socijalno-kritičkom pozadinom.
Sljedećih deset godina, Mankell je radio kao kazališni redatelj i intendant u kazalištu Västerbotten u Skellefteåu i kazalištu Kronborg u Växjöu. Tada počinju njegova česta putovanja u Afriku, gdje 1986. godine u Maputu osniva kazališnu grupu Teatro Avenida. 1996. godine postaje intendant tog kazališta. Teme iz Mozambika i Afrike obrađuje u svojim romanima Comédia infantil, priču o djeci koja žive na ulici, te Vindens son, priču o bušmanskom mladiću. Osim ovih romana, Mankell piše i djela za djecu, kao Eldens hemlighet (1995.), te roman Hunden som sprang mot en stjärna, s glavnim junakom dječakom Joelom, koji je bio glavni junak i u nekoliko kasnijih romana. Zajedno s glumcima iz Graza i Teatra Avenida, 2003. godine režira predstavu Butterfly Blues. Scenarij je napisao sam Mankell i izvodila se na više jezika.
Teme u djelima Mankell su često obojene političkim i društvenim pitanjima. Svoja iskustva je obrađivao u svojim djelima, kao npr. u romanu iz 2008. godine Kinesen, po kojem je 2011. godine snimljen njemačko-švedsko-austrijski film Der Chinese u režiji Petra Keglevica. Ekranizacije njegovih djela je česta po motivima njegovih krimi-romana s komesarom Wallanderom.
Mankell je njemačkog podrijetla. On je prapraunuk Johanna Hermanna Mankella, rođenog u Niederaspheu, predgrađu Münchhausena. Oženjen je u trećem braku s Evom Bergman, kazališnom redateljkom, kćerkom Ingmara Bergmana.
Mankell je preminuo u listopadu 2015. od posljedica raka. 

## Politička djelovanja
Političk angažman Mankella počeo je 1968. godine sudjelovanjem u protestima protiv rata u Vijetnamu, portugalskog kolonijalnog rata u Africi i borbom protiv apartheida u Južnoafričkoj Republici. Bio je suradnik kulturno-politčkih saveza Vereinigung Folket i Bild/Kulturfront. Za vrijeme boravka u Norveškoj, dolazi u kontakt s maoizmom i aktivno surađuje s komunistički orijentiranom strankom Arbeidernes kommunistparti (AKP) (Radnička komunistička partija), iako nikada nije bio njen član. 2009. godine bio je gost na palestinskoj literarnoj konferenciji, te je obišao Palestinska Autonomna Područja. Po njegovim tvrdnjama osnivanje Izraela 1948. godine nije bilo pravno zasnovano, te je dovelo do ponavljanja apartheid sistema, gdje Afrikanci i crnci žive kao građani druge klase u vlastitoj zemlji. Zid izgrađen od strane Izraela u Zapadnoj obali usporedio je s Berlinskim zidom. Po njegovom mišljenju, ako se uzmu u obzir uvjeti života Palestinaca, nije nimalo čudno da se odlučuju na samoubilačke atentate, nego to, da ne čine i više o toga. Samim tim ne vidi budućnost Izraela kao države s rješenjem Dvije države. Zbog ove kritike, Mankell je doživio mnogobrojne negativne kritike, kao npr. od Henryka M. Brodera, koji je njegove izjave o Palestini poistovjetio s protuizraelskim izjavama Josteina Gaardera 2006. godine i optužio ga da palestinski problem promatra jednostrano. Andreas Breitenstein piše u Neue Zürcher Zeitungu da Mankellovo povijesno poluznanje dovodi do ovakvog ljevičarskog moralizma.
U svibnju 2010. godine učestvovao je u akciji Ship to Gaza 2010, organiziranu od strane Free Gaza Movement, u kojoj je u vojnoj operaciji blokade i zauzimanja brodova, od strane izraelske vojske poginulo nekoliko aktivista. Mankell biva uhićen i ubzo pušten na slobodu nakon čega poziva na globalne sankcije protiv Izraela., te čak razmišlja o zabrani prevođenja svojih knjiga na hebrejski jezik.

## Afrika
Mankell odlazi 1972. godine na putovanje u Zambiju i tamo ostaje dvije godine. Po njegovim riječima osjećao se "kao da je došao kući". Danas Mankell živi, naizmjenično ljeti u Švedskoj, a većinu ostalog vremena provodi u Mozambiku, kog doživljava kao svoju novu domovinu. Nakon što je 1985. godine pomogao u stvaranju kazališta Teatro Avenida u Maputu, kom je 1986. godine bio i intendant, danas ponekad i u njemu režira. 2009. godine u produkciji njemačke televizije ZDF, s redateljom Jensom Monathom snima film Mein Herz schlägt in Afrika (Moje srce kuca u Africi) Film je snimljen po motivima njegovog romana Comédia infantil, u kom se radi o sudbini napuštene djece i njihovom životu na ulici, zatim u Africi čestog diskriminiranja albinosa, te o mladima, koji su djetinjstvo proveli kao djeca-vojnici u ratovima u Africi. Njegove kazališne predstave Butterfly Blues (2003.) i The Doors (2011.) govore o sudbinima afričkih emigranata u Europi.
2009. godine Mankell dobiva mirovnu nagradu Erich Maria Remarque grada Osnabrücka za svoja djela o Africi. Laudacio je održao tadašnji predsjednik Njemačke Horst Köhler pod nazivom  Afrika je puna leptirova. Jednim dijelom nagrade podržava projekte Christopha Schlingensiefa u Africi.

## Djela

### Romani o Wallanderu
Kurt Wallander je izmišljeni lik policijskog komesara iz krimi romana Henninga Mankella. Po motivima većine romana snimljeni su filmovi u njemačko-švedskoj koprodukciji.
| Godina izdavanja | Originalni naslov    | Naslov                   | Broj iz serije o Wallanderu |
| Švedska          | Originalni naslov    | Naslov                   | Broj iz serije o Wallanderu |
| ---------------- | -------------------- | ------------------------ | --------------------------- |
| 1991.            | Mördare utan ansikte | Ubojice bez lica         | Tom 1                       |
| 1992.            | Hundarna i Riga      | Psi u Rigi               | Tom 2                       |
| 1993.            | Den vita lejoninnan  | Bijela lavica            | Tom 3                       |
| 1994.            | Mannen som log       | Čovjek koji se smijao    | Tom 4                       |
| 1995.            | Villospår            | Na pogrešnom tragu       | Tom 5                       |
| 1996.            | Den femte kvinnan    | Peta žena                | Tom 6                       |
| 1997.            | Steget efter         | Ubojstvo na Ivanjsku noć | Tom 7                       |
| 1998.            | Brandvägg            | Firewall                 | Tom 8                       |
| 1999.            | Pyramiden            | Piramida                 | Tom 9                       |
| 1999.            | (Pyramiden)          | Piramida                 | iz Toma 9                   |
| 1999.            | (Fotografens död)    | Fotografova smrt         | iz Toma 9                   |
| 2002.            | Innan frosten        | Prije mraza              | Tom 1 Linda Wallander       |
| 2009.            | Den orolige mannen   | Zabrinuti čovjek         | Tom 10                      |

### Ostala djela
| Godina izdanja | Originalni naslov             | Prijevod                   |
| Švedska        | Originalni naslov             | Prijevod                   |
| -------------- | ----------------------------- | -------------------------- |
| 1973.          | Bergsprängaren                |                            |
| 1974.          | Sandmålaren                   |                            |
| 1977.          | Vettvillingen                 |                            |
| 1979.          | Fångvårdskolonin som försvann |                            |
| 1980.          | Dödsbrickan                   |                            |
| 1981.          | En seglares död               | Jedriličareva smrt         |
| 1982.          | Daisy Sisters                 |                            |
| 1983.          | Apelsinträdet                 | Narančino drvp             |
| 1983.          | Älskade syster                | Voljena sestra             |
| 1984.          | Sagan om Isidor               | Priča o Isidoru            |
| 1990.          | Leopardens öga                | Leopardovo oko             |
| 1992.          | Katten som älskade regn       | Mačka koja je voljela kišu |
| 1995.          | Comédia infantil              |                            |
| 1995.          | Eldens hemlighet              |                            |
| 1998.          | Berättelse på tidens strand   |                            |
| 1999.          | I sand och i lera             | U pijesku i blatu          |
| 2000.          | Labyrinten                    | Lavirint                   |
| 2000.          | Danslärarens återkomst        | Povratak učitelja plesa    |
| 2000.          | Vindens son                   | Sin vjetra                 |
| 2001.          | Eldens gata                   |                            |
| 2001.          | Tea-Bag                       |                            |
| 2003.          | Jag dör, men minnet lever     | Umirem, ali sjećanje živi  |
| 2004.          | Djup                          | Dubina                     |
| 2005.          | Kennedys hjärna               | Kennedyjev mozak           |
| 2006.          | Italienska skor               | Talijanske cipele          |
| 2007.          | Eldens Vrede                  |                            |
| 2008.          | Kinesen                       | Kinez                      |

### Filmovi
U produkciji švedske televizije SVT ukupno je snimljeno devet filmova s glavnim junakom Kurtom Wallanderom, kog igra švedski glumac Rolf Lassgård. Filmovi se u nekim dijelovima razlikuju od Mankellovih romana, a britanska televizija BBC snimila je još šest igranih filmova s Kennethom Branaghom po motivima njegovih knjiga. Pored toga snimljena su i dva televizijska serijala s ukupno 26 epizoda u kojima se pojavljuije komesar Wallander.

#### Filmovi s Rolfom Lassgårdom
|   | Švedski naslov (prvo emitiranje)             | Režija               | Scenarij                                                         | Naslov romana            |
| - | -------------------------------------------- | -------------------- | ---------------------------------------------------------------- | ------------------------ |
| 1 | Mördare utan ansikte (03.09.1995, SVT)       | Pelle Berglund       | Lars Björkman                                                    | Ubojice bez lica         |
| 2 | Hundarna i Riga (10.11.1995, Kino)           | Pelle Berglund       | Lars Björkman                                                    | Psi u Rigi               |
| 3 | Den vita lejoninnan (01.11.1996, Kino)       | Pelle Berglund       | Lars Björkman & Henning Mankell                                  | Bijela lavica            |
| 4 | Villospår (19.10.2001, SVT)                  | Leif Magnusson       | Leif Magnusson & Henning Mankell                                 | Na pogrešnom tragu]      |
| 5 | Den femte kvinnan (08.03.2002, SVT)          | Birger Larsen        | Birger Larsen & Klas Abrahamsson                                 | Peta žena                |
| 6 | Mannen som log (26.12.2003, SVT)             | Leif Lindblom        | Tomas Tivemark, Michael Hjorth & Klas Abrahamsson                | Čovjek koji se smijao    |
| 7 | Steget efter (26.06.2005, Kino)              | Birger Larsen        | Birger Larsen, Klas Abrahamsson, Tomas Tivemark & Michael Hjorth | Ubojstvo na Ivanjsku noć |
| 8 | Brandvägg (26.11.2006, DVD; 19.01.2007, SVT) | Lisa Siwe            | Michael Hjorth                                                   | Firewall                 |
| 9 | Pyramiden (28.11.2007, DVD)                  | Daniel Lind Lagerlöf | Michael Hjorth, Hans Rosenfeldt & Henning Mankell                | Piramida                 |

### Filmovi s Kenneth Branagh
- Sidetracked (po motivima knjige Na pogrešnom tragu) (2008.)
- Firewall (po motivima knjige Brandvägg) (2008.)
- One Step Behind (po motivima knjige Ubojstvo na Ivanjsku noć) (2008.)
- Faceless Killers (po motivima knjige Ubojice bez lica}) (2010.)
- The Man Who Smiled (po motivima knjige Mannen som log) (2010.)
- The Fifth Woman (po motivima knjige Peta žena) (2010.)

### Ostali filmovi
Osim filmova iz tzv. Wallander serije u koprodukciji njemačke televizije ARD/Degeto, austrijske ORF i švedske kuće Yellow Bird snimljeno je još nekoliko filmova s motivima Mankellovih djela.
1. Die Rückkehr des Tanzlehrers, u produkciji Lisa Film, iz Beča, režija Urs Egger, s Tobiasom Morettijem, Veronicom Ferres i Maximilianom Schellom, 2004. godine
2. Kennedys Hirn, u produkciji Bavaria Pictures GmbH, München, režija Urs Egger, s Iris Berben, Heinom Ferch, 2009.
3. Der Chinese, u produkciji Yellow Bird Pictures GmbH, režija Peter Keglevic, sa Suzanne von Borsody, Michaelom Nyqvistom, Claudiom Michelsenom, 2011.
4. Das Rätsel des Feuers
5. Der Zorn des Feuers

### Drame
- Butterfly Blues
- Zeit im Dunkeln
- Antilopen
- Der gewissenlose Mörder Hasse Karlsson enthüllt die entsetzliche Wahrheit, wie die Frau über der Eisenbahnbrücke zu Tode gekommen ist
- Der Chronist der Winde
- The Doors, kazališni komad napisan za poduzeće Gaulhofer s glumcima kazališta Teatro Avenido iz Maputa, 2011.[14]

### Knjige za djecu
- Katten som älskade regn, 1992.

#### Sofia
- Eldens hemlighet, 1995.
- Eldens gåta, 2001.
- Eldens vrede, 2005

#### Joel Gustafsson (Tetralogija)
- Hunden som sprang mot en stjärna — 1990.
- Skuggorna växer i skymningen — 1991.
- Pojken som sov med snö i sin säng – 1996.
- Resan till världens ände – 1998.

## Nagrade
- 1991.: Švedska nacionalna nagrada za krimi roman za Mördare utan ansikte ;
- 1992.: Skandinavska nagrada Glasnyckel za Mördare utan ansikte;
- 1993.: Njemačka nagrada za dječju literaturu za dječju knjigu Hunden som sprang mot en stjärna ;
- 1995.: Švedska nacionalna nagrada za krimi roman za roman Villospår;
- 1996.: Švedska Nagrada Astrid Lindgren;
- 1996.: Nagrada Expressens Heffaklump za Pojken som sov med snö i sin säng;
- 1998.: Švedska međunarodna nagrada za krimi roman za serijal o komesaru Wallanderu;
- 2000.: Nagrada Prix Mystère de la critique za Villospår;
- 2001.: Nagrada Gold Dagger za Sidetracked;
- 2001.: Književna nagrada Corine  Steget efter;
- 2005.: Nagrada Gumshoe Awards za najbolju europsku krimi novelu za The Return of the Dancing Master;
- 2008.: Nagrada Goldene Feder za literarno djelo;
- 2008.: Nagrada Corine za knjigu Kinesen
- 2008.: Europska nagrada Ripper Award za krimi literaturu;
- 2009.: Mirovna Nagrada Erich Maria Remarque, (Glavna nagrada) za djela o Africi;

## Vanjske poveznice
- Službena stranica  Arhivirana inačica izvorne stranice od 28. siječnja 2012. (Wayback Machine)